# 起源石

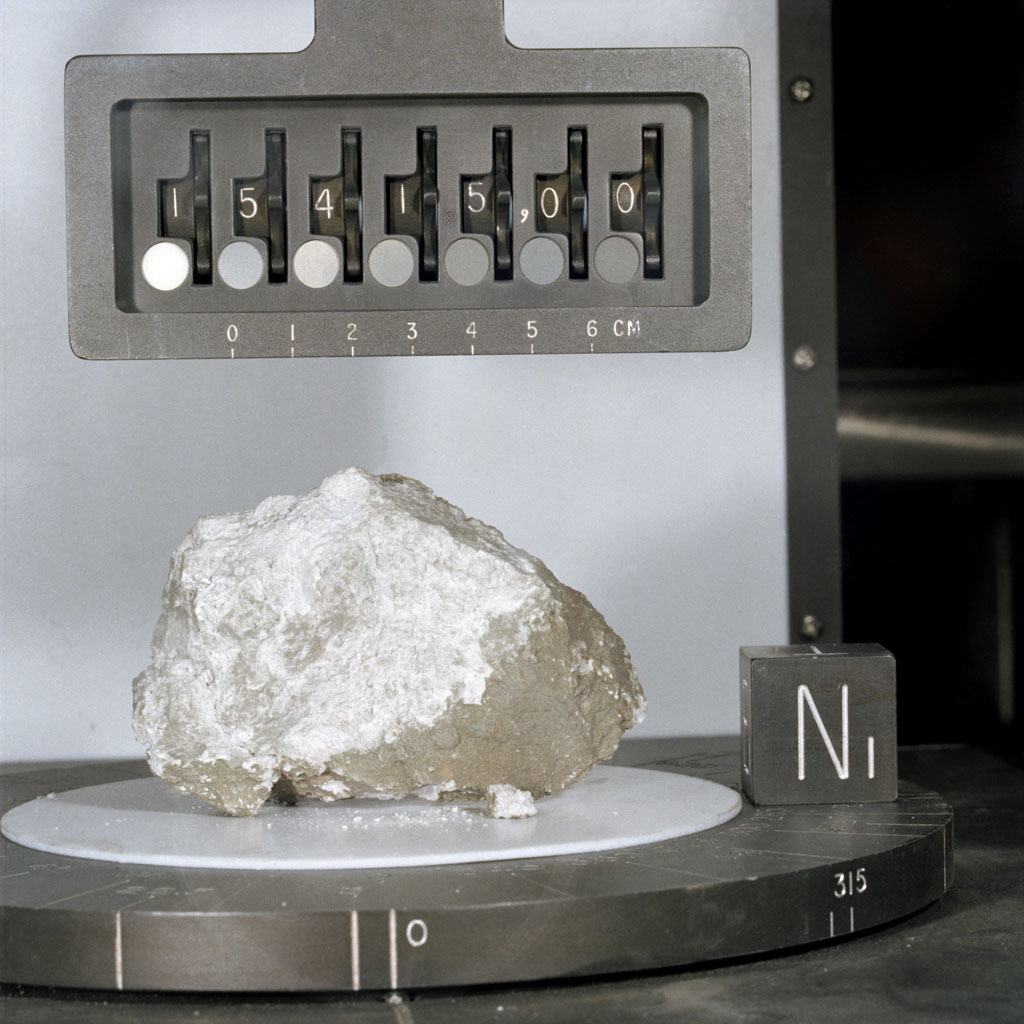
起源石

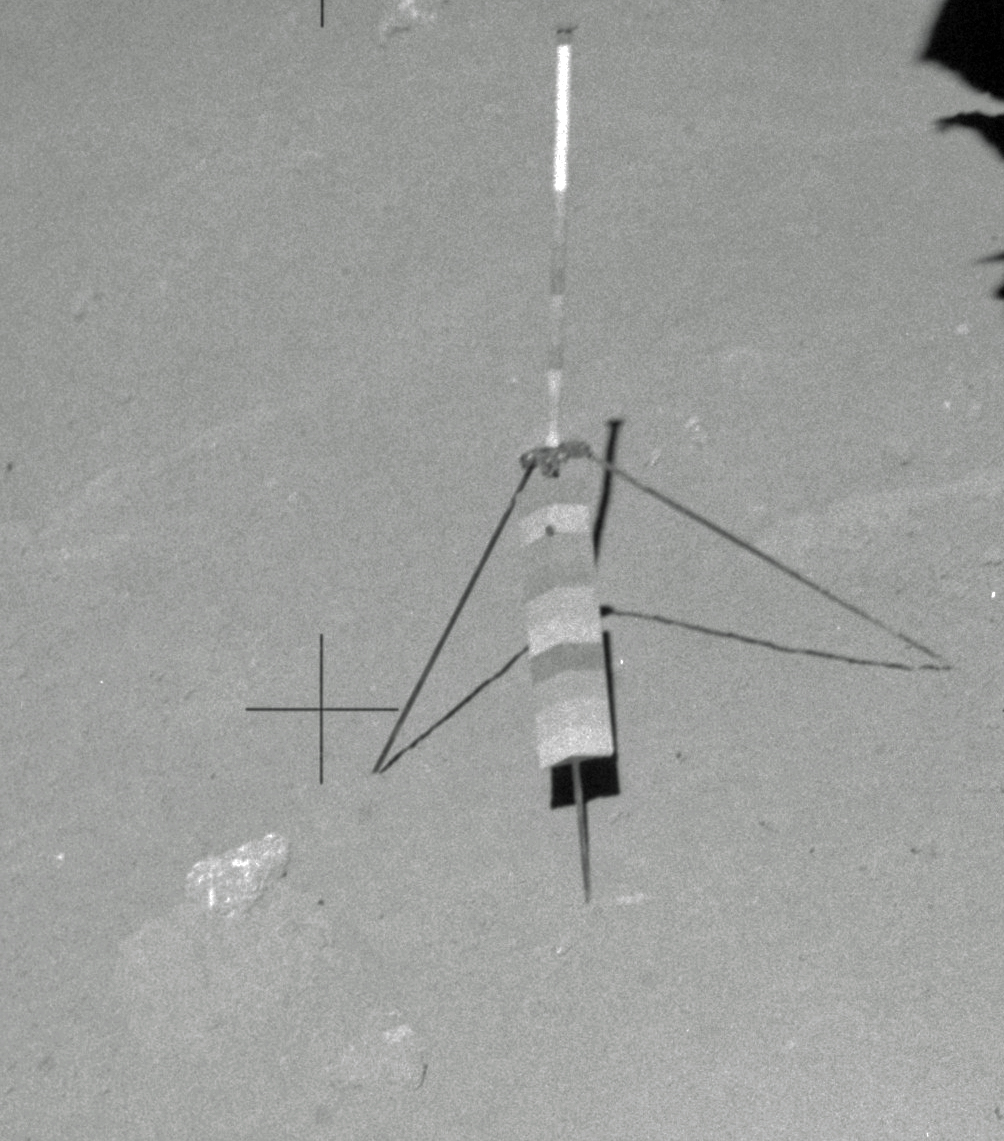
采集之前起源石原在月表的位置（左边的十字在照片中用作比例参照）

起源石（英語：Genesis Rock）是阿波罗15号宇航员詹姆斯·艾尔文和大卫·斯科特从月球带回的月表岩石标本。
对起源石的化学分析显示它是在太阳系早期形成的，已有几十亿年的年龄。起源石在月表的一个环型山中被找到，周围也有与其类似的石块。

## 请参看
- 阿波罗15号在月表的活动
- 哈德利-亚平宁区
- 月岩